# Liogenys penai
Liogenys penai är en skalbaggsart som beskrevs av Gutierrez 1951. Liogenys penai ingår i släktet Liogenys och familjen Melolonthidae. Inga underarter finns listade i Catalogue of Life.